# Ženski svetovni rekord v teku na 3000 m z zaprekami
Ženski svetovni rekord v teku na 3000 m z zaprekami. Prvi uradno priznani rekord je leta 2000 postavila Cristina Casandra s časom 9:43,64, aktualni rekord pa je 27. avgusta 2016 postavila Ruth Jebet s časom 8:52,78. Mednarodna atletska zveza uradno priznava 10 rekordov.

## Razvoj rekorda
| Čas     | Atletinja                      | Prizorišče | Datum           | Vir   |
| ------- | ------------------------------ | ---------- | --------------- | ----- |
| 9:43,64 | Cristina Casandra (ROM)        | Bukarešta  | 7. avgust 2000  | [ 1 ] |
| 9:40,20 | Cristina Casandra (ROM)        | Reims      | 30. avgust 2000 | [ 1 ] |
| 9:22,29 | Justyna Bąk (POL)              | Milano     | 5. junij 2002   | [ 1 ] |
| 9:21,72 | Alesja Turava (BLR)            | Ostrava    | 12. junij 2002  | [ 1 ] |
| 9:16,51 | Alesja Turava (BLR)            | Gdansk     | 27. julij 2002  | [ 1 ] |
| 9:08,33 | Gulnara Samitova-Galkina (RUS) | Tula       | 10. avgust 2003 | [ 1 ] |
| 9:01,59 | Gulnara Samitova-Galkina (RUS) | Heraklion  | 4. julij 2004   | [ 1 ] |
| 8:58,81 | Gulnara Samitova-Galkina (RUS) | Peking     | 17. avgust 2008 | [ 1 ] |
| 8:52,78 | Ruth Jebet (BHR)               | Pariz      | 27. avgust 2016 | [ 2 ] |